# Eclat
eclat（エクラ）とは、集英社が発売している婦人向けファッション雑誌である。
50歳前後の主婦層を主なターゲットとし、毎月1日（日祝日・年末年始の場合1～5日程度前倒し）発売。

## 概要
2007年3月1日にプロト版が発売され、9月1日（10月号）で正式に月刊化。雑誌名はフランス語で「輝き」を意味する。
創刊時には盛んにTVCMなどで宣伝を行い、阿川佐和子（作家）、山本容子（銅版画家）、マリー・アスキュー、桐島かれん、久保京子等の人気女性文化人や人気女性モデルが起用された。2008年10月号で黒田知永子が移籍し、これ以降レギュラーで表紙を飾っている。「VERY」など光文社のファッション誌で長らく活躍し、同年春に同社刊「STORY」を卒業してから半年でのカバーモデル起用は注目を集め、朝日新聞2008年9月13日号でも取り上げられた。
2011年3月号（同年2月1日発売）では、集英社の漫画単行本『ONE PIECE』の発行部数2億冊突破記念キャンペーンとして、表紙題字の右上に海賊マークが描かれた。「MORE」など同社他誌が大々的にコラボキャンペーンを展開するかたわらで、誌面の雰囲気を重んじた控えめなものとなった。
同じ2007年に創刊された「Marisol」は姉妹誌。また、ターゲットを同じくする他社のライバル誌としては、「&Premium」（マガジンハウス）、「HERS」（光文社）などが挙げられる。

### 増刊号
2011年以降美容と健康をメインに取り上げる増刊号「エイジングバイブル」が年2回程度発売され、2014年に年4回刊の「MyAge」・オフィシャルサイト「OurAge」としてリニューアルした。